# Операция «Искра»
Опера́ция «И́скра» — наступательная операция советских войск во время Великой Отечественной войны, проведённая с 12 по 30 января 1943 года силами Ленинградского и Волховского фронтов при содействии части сил Балтийского флота, Ладожской военной флотилии и авиации дальнего действия с целью прорыва блокады Ленинграда.
18 января 1943 года блокаду Ленинграда прорвали. Согласно первоначальному плану советские войска, части Волховского (командующий генерал К. А. Мерецков) и Ленинградского (командующий генерал Л. А. Говоров) фронтов продолжили наступление с целью разгрома мгинско-синявинской группировки противника и обеспечения надёжной железнодорожной связи Ленинграда со страной, но в ожесточённых боях в феврале—апреле развить достигнутый в январе успех не удалось. Синявинские высоты, захваченные врагом осенью 1941 — весной 1942 года, удалось отвоевать только к 20 числам января 1944 г. Пулковские высоты перешли к силам РККА в феврале 1944 года, пригороды — к началу весны.

## План наступления под Ленинградом зимой 1942—1943 годов
К концу 1942 года обстановка под Ленинградом продолжала оставаться сложной: войска Ленинградского фронта и Балтийский флот были изолированы, сухопутной связи между городом и «Большой Землёй» не было. В течение 1942 года Красная Армия дважды предпринимала попытки деблокировать город. Однако и Любанская, и Синявинская наступательные операции не увенчались успехом. Район между южным побережьем Ладожского озера и посёлком Мга (так называемый «шлиссельбургско-синявинский выступ»), где расстояние между Ленинградским и Волховским фронтами было наикратчайшим (12—16 км), был по-прежнему занят частями немецкой 18-й армии.

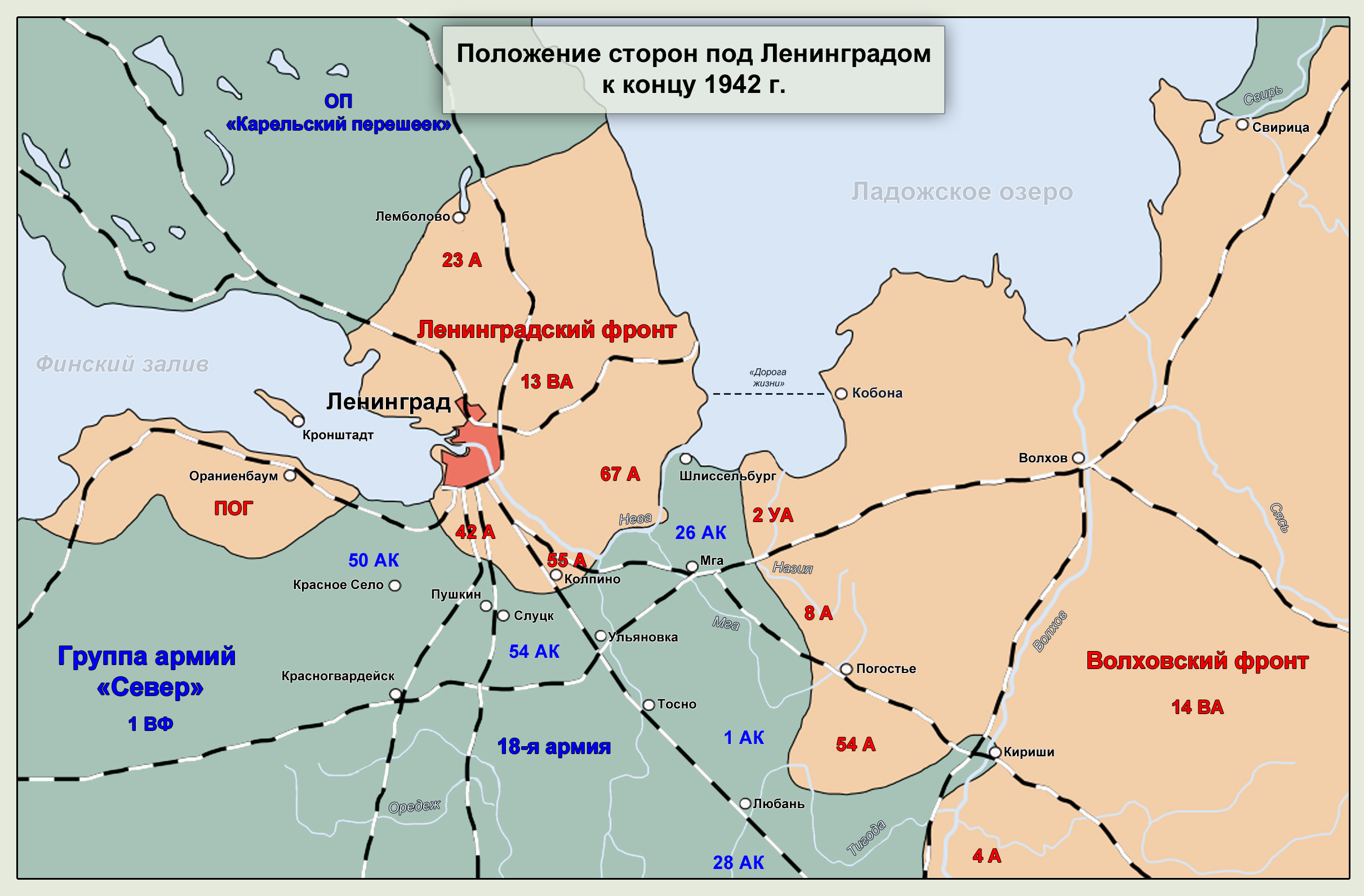
Положение под Ленинградом к концу 1942 г.

18 ноября 1942 года командование Ленинградского фронта представило Верховному Главнокомандующему свои предложения по подготовке нового наступления под Ленинградом. В ходе «Шлиссельбургской операции» в декабре 1942 года планировалось совместно с Волховским фронтом «снять блокаду с Ленинграда» и «обеспечить постройку железной дороги вдоль Ладожского канала», а в ходе «Урицкой операции» в феврале 1943 года — восстановить сухопутную связь с Ораниенбаумским плацдармом.
После изучения предложенного плана Ставкой ВГК от проведения «Урицкой операции» было решено отказаться, а план «Шлиссельбургской операции» был утверждён директивой № 170696 от 2 декабря 1942 года. В конце 1942 года И. В. Сталин предложил название операции — «Искра», объяснив это тем, что все попытки прорвать блокаду закончились неудачей, а теперь из этой искры должно возгореться «пламя». Операции была назначена дата готовности к 1 января 1943 года.

Более подробно план наступления был изложен в директиве № 170703 Ставки ВГК от 8 декабря. Войскам Ленинградского и Волховского фронтов предписывалось «разгромить группировку противника в районе Липка, Гайтолово, Московская Дубровка, Шлиссельбург и, таким образом, разбить осаду г. Ленинград» и к исходу января 1943 года закончить операцию и выйти на линию река Мойка—Михайловский—Тортолово.
Помимо этого в директиве говорилось о подготовке и проведении «Мгинской операции» в первой половине февраля с целью разгрома «противника в районе Мги и очищению Кировской железной дороги с выходом на линию Вороново—Сиголово—Войтолово—Воскресенское».
Таким образом, ещё на стадии планирования советское командование задумало проведение операции в два этапа. Если на первом этапе наступления ставилась задача прорвать блокаду Ленинграда, то на втором этапе операции в феврале предполагалось разгромить группировку противника в районе Мги и обеспечить прочную железнодорожную связь Ленинграда со страной.

## Силы и состав сторон

### СССР
Ленинградский фронт — командующий: генерал-лейтенант (с 15 января 1943 года — генерал-полковник) Л. А. Говоров
- 67-я армия — командующий: генерал-лейтенант М. П. Духанов, с 24 января по конец февраля — генерал-майор А. И. Черепанов, затем снова М. П. Духанов.
- 55-я армия — командующий: генерал-лейтенант В. П. Свиридов
- 13-я воздушная армия — командующий: генерал-полковник авиации С. Д. Рыбальченко

Волховский фронт — командующий: генерал армии К. А. Мерецков, заместитель ком. генерал-лейтенант И. И. Федюнинский
- 2-я ударная армия — командующий: генерал-лейтенант В. З. Романовский
- 54-я армия — командующий: генерал-лейтенант А. В. Сухомлин
- 8-я армия — командующий: генерал-лейтенант Ф. Н. Стариков
- 14-я воздушная армия — командующий: генерал-лейтенант авиации И. П. Журавлёв

Представители Ставки ВГК для координации действий Ленинградского и Волховского фронтов: маршалы Г. К. Жуков и К. Е. Ворошилов.
Г. К. Жуков координировал действия войск Волховского фронта, а К. Е. Ворошилов — Ленинградского фронта.
Также наступление поддерживала артиллерия кораблей Балтийского флота и Ладожской военной флотилии.

### Германия
группа армий «Север» — командующий: генерал-фельдмаршал Георг фон Кюхлер
- 18-я армия — командующий: генерал кавалерии Георг Линдеман
- 1-й воздушный флот — командующий: генерал-полковник авиации Альфред Келлер

## Подготовка операции

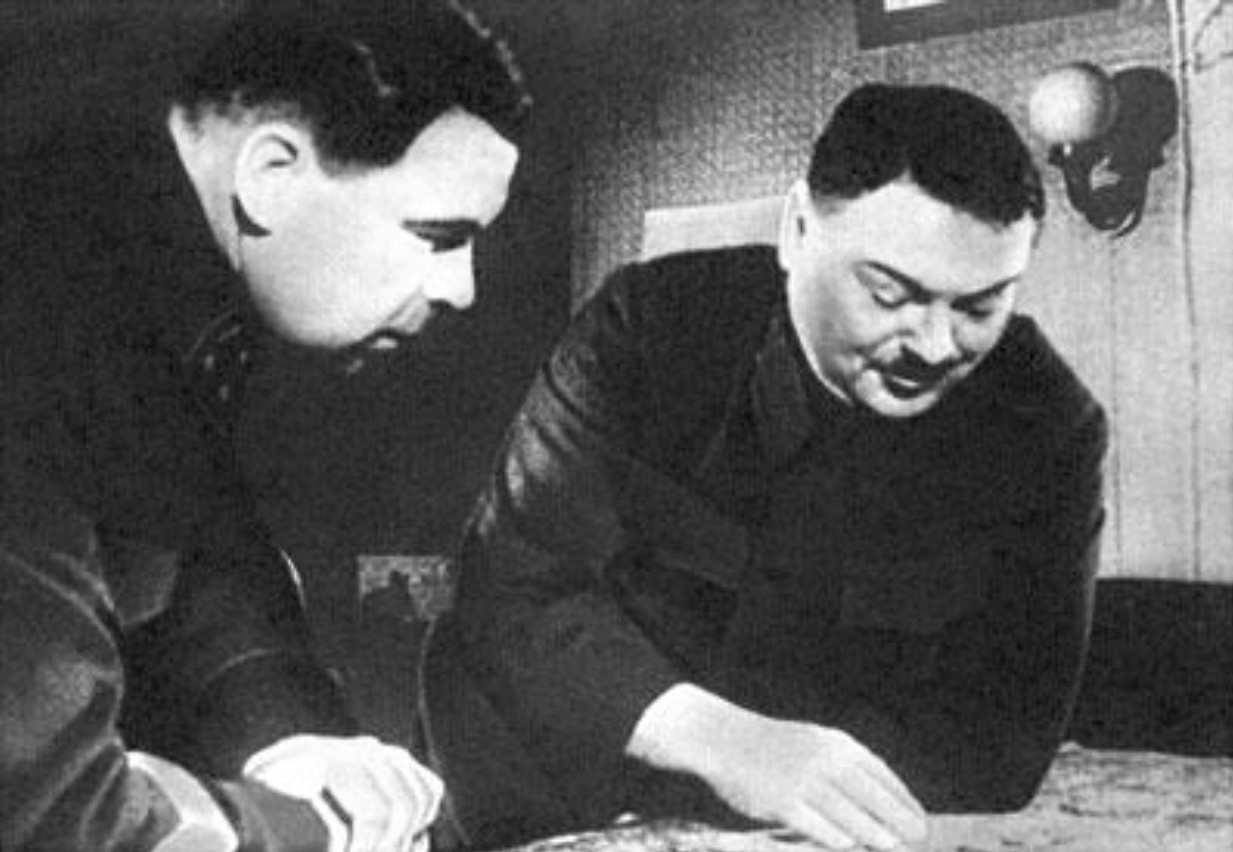
Смольный. Командующий Ленинградским фронтом генерал-лейтенант артиллерии Л. А. Говоров и член Военного совета фронта А. А. Жданов за разработкой плана по прорыву блокады Ленинграда

На подготовку операции отвели почти месяц, за который в войсках развернули всестороннюю подготовку к предстоящему наступлению.
Особое внимание уделили организации взаимодействия между ударными группировками. Для этого командование и штабы двух фронтов согласовали свои планы, установили линии разграничения и отработали взаимодействие, проведя ряд военных игр на основе реальной обстановки. Решили, что если войска одного из фронтов не сумеют дойти до намеченной для них линии, то войска другого не приостанавливают продвижения, а продолжают двигаться навстречу.
Поскольку советские войска не имели опыта преодоления эшелонированной обороны противника, особое место в подготовке заняло обучение соединений наступательным действиям в лесисто-болотистой местности и штурму укреплённых позиций противника. Для этого в тылу создали учебные поля и специальные городки. Командующий Ленинградским фронтом Л. А. Говоров поочерёдно выводил с передовой во второй эшелон подразделения и части с целью проведения тренировок по наступательной тематике. Кроме того, войска 67-й армии отрабатывали в городской черте форсирование Невы по льду и наведение переправ для тяжёлой артиллерии и танков.

Операция предстояла сложная… Войскам армии надо было, до соприкосновения с противником, преодолеть широкую водную преграду, затем прорвать сильную вражескую позиционную оборону, которая создавалась и совершенствовалась около 16 месяцев. Кроме того, нам предстояло наносить лобовой удар, так как по условиям обстановки манёвр исключался. Учитывая все эти обстоятельства, при подготовке операции мы много внимания уделяли обучению войск умело и быстро форсировать широкую водную преграду в зимних условиях и прорывать сильную оборону противника.— Из воспоминаний командующего 67-й армии М.П. Духанова.
Командующий Ленинградского фронта разработал методы и принципы применения артиллерии в предстоящей операции. По решению Л. А. Говорова образовали артиллерийские группы: дальнего действия, особого назначения, контрминомётная. В отдельную группу свели гвардейские миномётные подразделения. К началу операции, благодаря усилиям разведки, советское командование имело достаточно подробное представление о вражеской обороне, при этом, удалось скрыть от противника направление главного удара.
В конце декабря из-за оттепели лёд на Неве оказался недостаточно прочным, а болота — труднопроходимыми, поэтому, согласившись с предложением командующего Ленинградским фронтом, Ставка ВГК перенесла начало операции на 12 января 1943 года.
В начале января представитель Ставки ВГК К. Е. Ворошилов доложил И. В. Сталину, что «об „Искре“ по всем признакам пока противник не смекает» и выразил уверенность в успехе операции. На Волховский фронт Государственным комитетом обороны было принято решение послать Г. К. Жукова, «поскольку К. Е. Ворошилов возвращался в Ленинград, чтобы координировать действия войск Ленинградского фронта».

## Численность и задачи ударных группировок советских войск
Для наступления сформировали ударные группировки Ленинградского и Волховского фронтов, которые значительно усилили артиллерийскими, танковыми и инженерными соединениями, в том числе и из резерва Ставки ВГК. Ленинградский фронт получил одну стрелковую дивизию, 4 стрелковые бригады, а также зенитно-артиллерийскую дивизию, а Волховский фронт — 5 стрелковых дивизий, 3 стрелковые и лыжные бригады и одну инженерно-сапёрную бригаду.

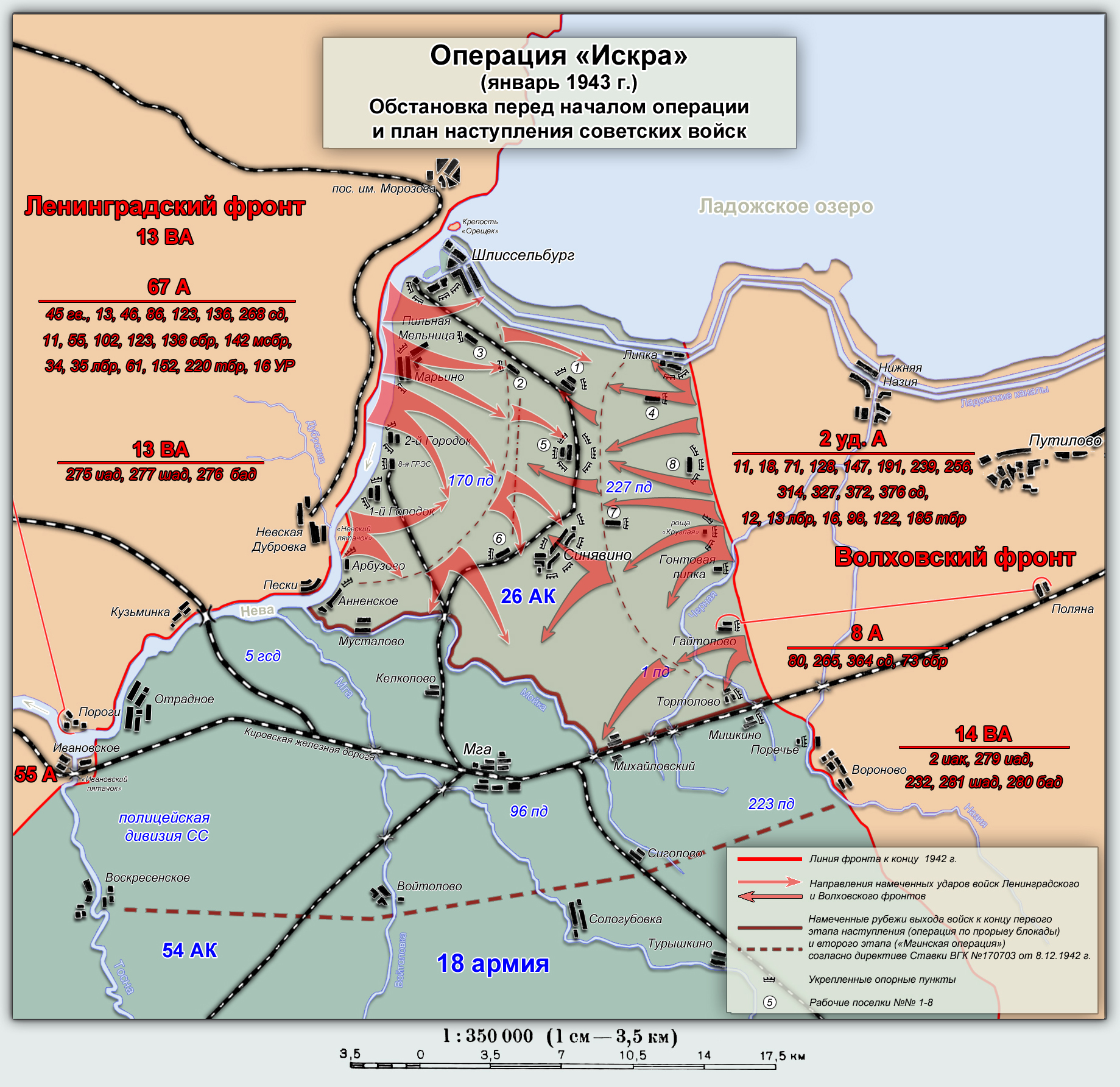
Операция «Искра». Расстановка сил перед началом операции и план наступления советских войск.

Всего ударные группировки двух фронтов насчитывали 302 800 солдат и офицеров, около 4900 орудий и миномётов (калибром 76-мм и выше), более 600 танков и 809 самолётов.
Советские войска обладали более чем пятикратным превосходством над противником в силах и средствах и были хорошо обеспечены в материальном отношении для ведения длительных боевых действий.

### Группировка Ленинградского фронта
Основой ударной группировки Ленинградского фронта являлась 67-я армия, построенная перед наступлением в два эшелона (4 стрелковых дивизии в первом эшелоне и 2 во втором). Для проведения операции каждая дивизия была усилена танковым батальоном, 4-5 артиллерийскими и миномётными полками, истребительно-противотанковым артиллерийским полком и 1—2 инженерными батальонами. 
Поддержку наступления осуществляли артиллерия армии, фронта и Балтийского флота — всего около 1870 орудий и миномётов и 13-я воздушная армия силами 414 самолётов.
Соединениям 67-й армии предстояло форсировать Неву на 12-километровом участке между «Невским пятачком» и Шлиссельбургом, прорвать оборону противника и, нанося главный удар в направлении на Синявино, овладеть Арбузовом, Рабочими посёлками № 6 и № 1, Синявино и Шлиссельбургом. А после соединения с войсками Волховского фронта — развивать наступление на юго-восток и достичь рубежа на реке Мойке.

### Группировка Волховского фронта
Ударную группировку Волховского фронта составили 2-я ударная армия (6 стрелковых дивизий в первом эшелоне, 4 во втором и 2 в резерве), часть сил 8-й армии (2 стрелковые дивизии и бригада морской пехоты). Силы усиления для каждой дивизии были выделены примерно такие же, как на Ленинградском фронте.
На левом фланге наступления действовала часть сил 8-й армии: 80-я, 364-я стрелковые дивизии, 73-я бригада морской пехоты.
Поддержку наступления осуществляли артиллерия фронта и двух армий силами около 2885 орудий и миномётов и 14-я воздушная армия силами 395 самолётов.
Соединениям 2-й ударной армии предстояло прорвать оборону противника на 12-километровом участке фронта Липки — Гайтолово, овладеть узлами сопротивления Липка, Рабочий посёлок № 8, роща «Круглая» и Гайтолово, а затем, продвигаясь в западном направлении и в сторону Синявино, овладеть Рабочими посёлками № 1, 5, 7 и Синявино.
После соединения с войсками Ленинградского фронта на линии Рабочий посёлок № 2 — Рабочий посёлок № 6 развивать наступление в направлении на юг. Соединения 8-й армии должны были прорвать оборону противника на участке Гайтолово — Мишкино и наступать в направлении Тортолово — Михайловский.

## Немецкая оборона в районе шлиссельбургско-синявинского выступа
Оборону шлиссельбургско-синявинского выступа осуществляли основные силы 26-го и часть дивизий 54-го армейских корпусов 18-й армии.
Ввиду значительного превосходства советской армии в живой силе и технике, немецкое командование рассчитывало удержать позиции, прежде всего, за счёт мощи своей обороны: большинство посёлков являлись опорными пунктами, передний край и позиции в глубине обороны были огорожены минными полями, проволочными заграждениями и укреплены дзотами.
В полосе наступления 67-й армии оборону держали 328-й полк 227-й пехотной дивизии, 170-я пехотная дивизия в полном составе и 100-й полк 5-й горнострелковой дивизии. На первой линии главными узлами обороны являлись сооружения 8-й ГРЭС, 1-го и 2-го Городков и дома города Шлиссельбурга. Второй рубеж обороны проходил через рабочие посёлки № 1 и № 5, станции Подгорная, Синявино, рабочий посёлок № 6, посёлок Михайловский.
В полосе наступления 2-й ударной армии и правого крыла 8-й армии оборону держали 227-я пехотная дивизия (без одного полка), 1-я пехотная дивизия, 374-й полк 207-й охранной дивизии и 344-й полк 223-й пехотной дивизии. Главными узлами сопротивления были Липка, Рабочий посёлок № 8, роща «Круглая», деревни Гайтолово и Тортолово.
Численность 26-го армейского корпуса (командующий — генерал пехоты Эрнст фон Лейзер) составляла примерно 60 000 солдат и офицеров (1-я, 170-я, 223-я, 227-я пехотные дивизии). В резерве в районе Мги находились 96-я пехотная дивизия, основные силы 5-й горнострелковой дивизии, а также 502-й тяжёлый танковый батальон. На 30 октября в батальоне насчитывалось 9 танков Pz.Kpfw.VI «Тигр» и 18 PzKpfw III. Только в феврале 1943 года батальон получил ещё 6 тяжёлых танков.
Таким образом, оборону шлиссельбургско-синявинского выступа осуществляли примерно 6 расчётных дивизий при поддержке 700 орудий и миномётов, а также 27 танков.
Авиационную поддержку 18-й армии и всей Группы армий «Север» осуществлял 1-й воздушный флот. У противника только под Ленинградом было 250 самолётов, а в распоряжении всей Группы армий «Север» насчитывалось около 450 боевых машин.

## Ход боевых действий

### Начало наступления. 12 января

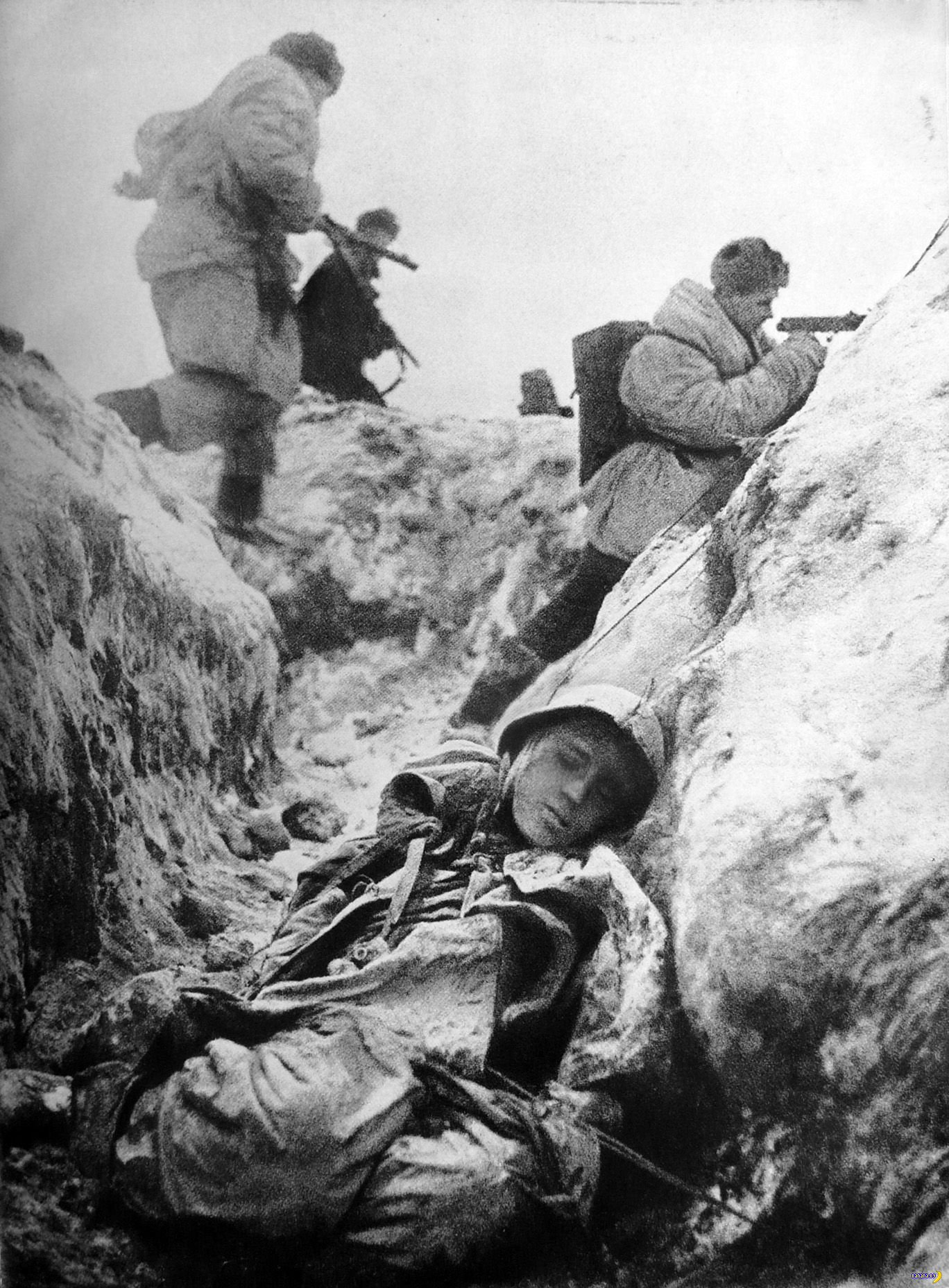
Начало наступления на Ленинградском фронте. 1943 год.

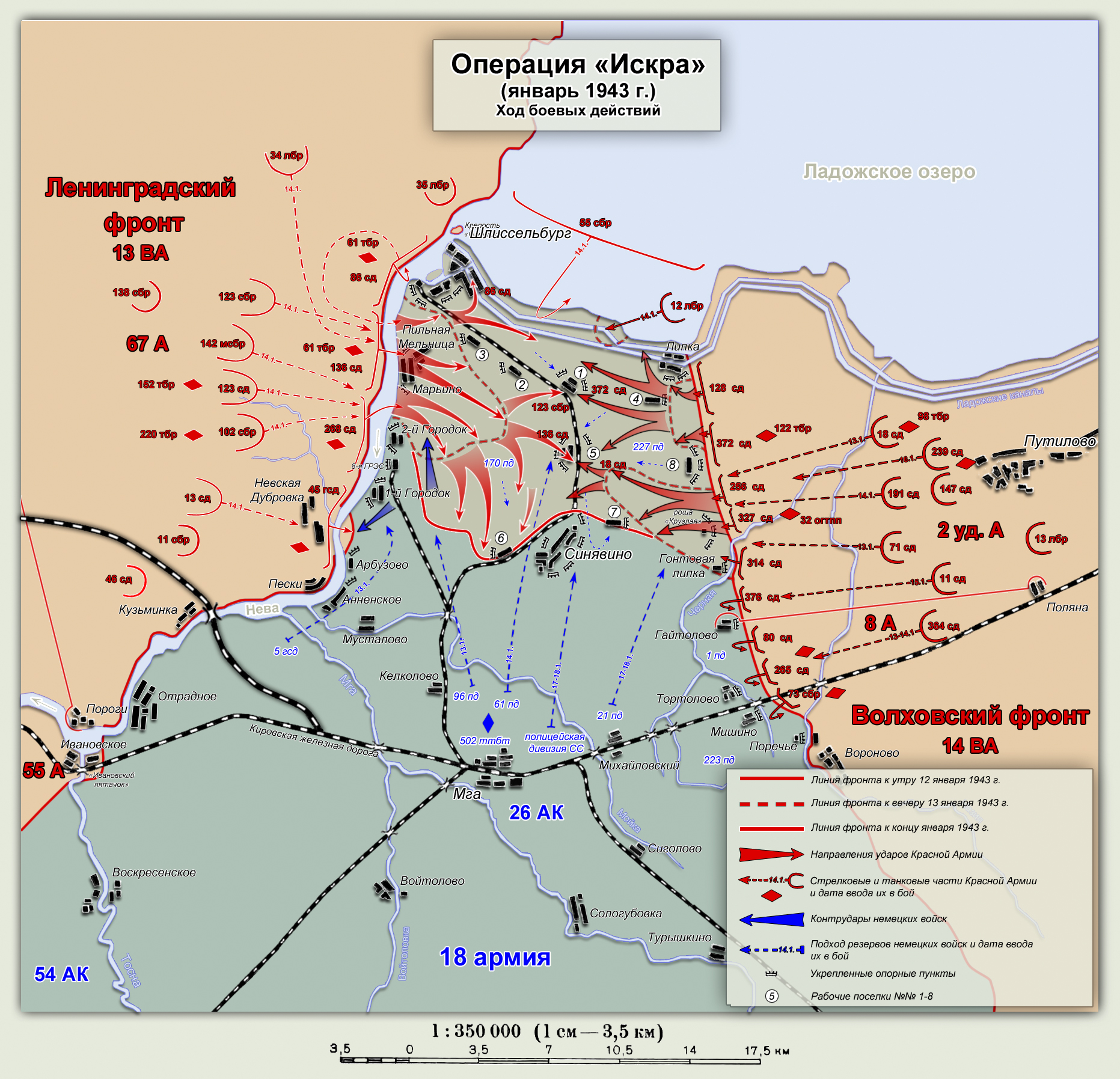
Операция «Искра». Ход боевых действий.

Ночью 12 января советские бомбардировщики нанесли массированный удар по позициям противника в полосе прорыва, а также по аэродромам и железнодорожным узлам в тылу.
В 9:30 утра одновременно артиллерия обоих фронтов начала артподготовку, которая продолжалась в полосе наступления 67-й армии 2 часа 20 минут, и 1 час 45 минут на участке наступления 2-й ударной армии.
В 11:50 под прикрытием «огненного вала» и пулемётного огня 16-го укрепрайона 4 дивизии первого эшелона 67-й армии начали форсирование Невы. Каждая дивизия была усилена четырьмя-пятью артиллерийскими и миномётными полками, истребительно-противотанковым артиллерийским полком и одним-двумя инженерными батальонами. Атаку также поддерживали 147 лёгких танков и бронеавтомобилей, вес которых мог выдержать лёд на Неве.
В первый день успех был достигнут на центральном участке благодаря артподготовке 38-го гвардейского миномётного полка и последующего наступления — 268-й дивизией и 86-м отдельным танковым батальоном в районе севернее 2-го Городка и 136-й дивизией и батальоном 61-й танковой бригады в районе Марьино. К концу дня, сломив сопротивление 170-й пехотной дивизии противника, советские войска сумели захватить на левом берегу Невы плацдарм шириной около 6 километров и глубиной до 3 километров. Сразу же после этого инженерные части приступили к постройке переправы в районе Марьино для средних и тяжёлых танков, которая была закончена только к 14 января.
На флангах 67-й армии наступление развивалось менее удачно. На правом фланге в районе Невского «пятачка» действовала 45-я гвардейская стрелковая дивизия и 118-й отдельный танковый батальон. Один полк дивизии, наносивший удар непосредственно с плацдарма, сумел продвинуться вперёд всего на 500—600 метров и овладеть лишь первой траншеей противника. Два других полка дивизии при форсировании Невы в районе 8-й ГРЭС понесли большие потери и успеха не добились, а 118-й отдельный танковый батальон  к концу дня 13 января потерял 8 танков из 21. На левом фланге общего наступления в районе Шлиссельбурга 86-я стрелковая дивизия была остановлена шквальным огнём противника и не сумела форсировать Неву. Командование приняло решение не продолжать атаки на этом участке. Дивизия была отведена на исходный рубеж, а в конце дня была переправлена на плацдарм, захваченный 136-й стрелковой дивизией в районе Марьино, с задачей на следующей день наступать на Шлиссельбург с юга.
В 11:15 перешла в наступление 2-я ударная армия, а в 11:30 — части 8-й армии. Поскольку артиллерия не сумела подавить все огневые точки, а торфяные болота даже зимой оказались труднопроходимыми, наступление развивалось с большим трудом.
На правом фланге и на центральном участке наступления 128-я, 372-я, 256-я стрелковые дивизии сумели прорвать оборону немецкой 227-й пехотной дивизии и продвинуться до 2 километров вперёд, но опорные пункты Липка и Рабочий посёлок № 8 взять не удалось.
На левом фланге наступления успеха добилась лишь 327-я стрелковая дивизия, которая сумела овладеть большей частью опорного пункта в роще «Круглая». 376-я стрелковая дивизия в районе южнее рощи «Круглая», а также 80-я, 265-я стрелковые дивизии и 73-я бригада морской пехоты 8-й армии успеха не добились. Оборона частей 1-й немецкой дивизии сломлена не была и дальнейшего развития наступление на этом участке не получило до конца операции.
Уже в первый день советского наступления немецкое командование было вынуждено усилить свою оборону, введя в бой части 96-й пехотной и 5-й горнострелковой дивизий, а затем два полка 61-й пехотной дивизии («группа генерал-майора В. Хюнера»).

### Бои 13—17 января

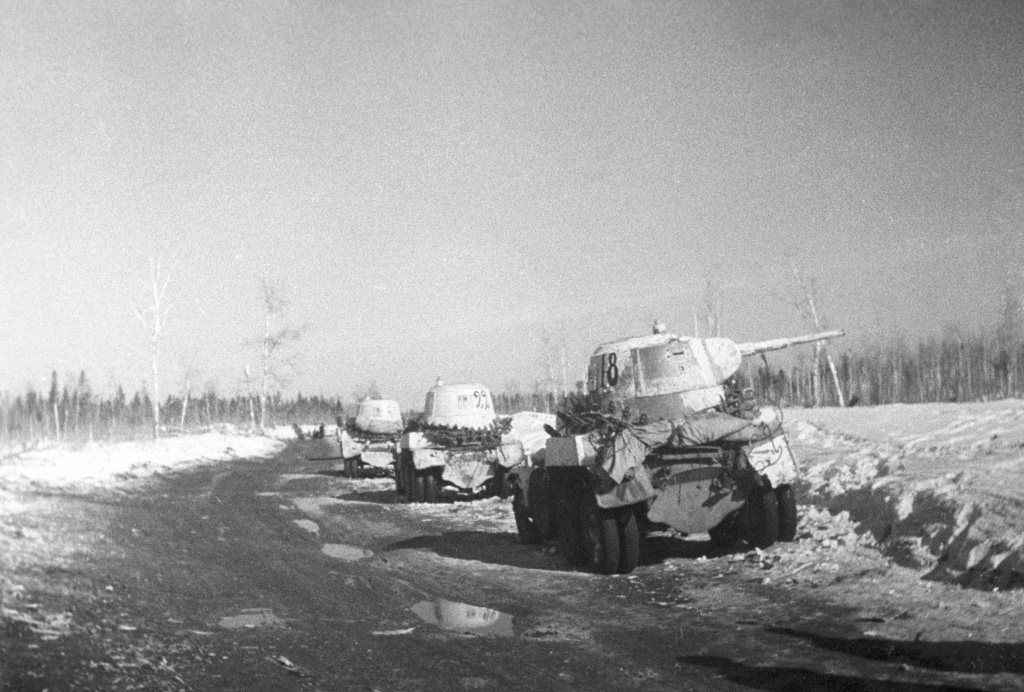
Колонна бронеавтомобилей БА-10 одной из частей Ленинградского фронта, зима 1942—1943 гг.

13—17 января бои приняли затяжной и ожесточённый характер. Противник оказывал упорное сопротивление, опираясь на многочисленные узлы обороны. Для окончательного перелома в ходе сражения советское командование уже со второго дня операции начало вводить в бой вторые эшелоны армий.
В полосе наступления 67-й армии решающие значение имело продвижение в направлении Рабочего посёлка № 5 136-й стрелковой дивизии, которой были приданы основные силы 61-й танковой бригады. Для обеспечения флангов группировки, наступавшей на Рабочий посёлок № 5, 13 января была введена в бой 123-я стрелковая бригада в направлении Рабочего посёлка № 3, а в последующие дни — 123-я стрелковая дивизия и 152-я танковая бригада в направлении Синявино и Рабочего посёлка № 6. После нескольких дней ожесточённых боёв 123-я бригада сумела взять Рабочий посёлок № 3 и выйти к окраинам Рабочих посёлков № 1 и № 2, а 136-я дивизия вышла к Рабочему посёлку № 5, но с ходу взять его не смогла.

Несколько дней на подступах к Шлиссельбургу вели ожесточённые бои 86-я стрелковая дивизия и батальон бронеавтомобилей 61-й танковой бригады. Наступление на город также поддерживали 34-я лыжная бригада на правом фланге и 55-я стрелковая бригада, наступавшая по льду Ладожского озера. К вечеру 15 января советские части вышли к окраинам города. Немецкий гарнизон Шлиссельбурга оказался в критическом положении, но продолжал удерживать город.

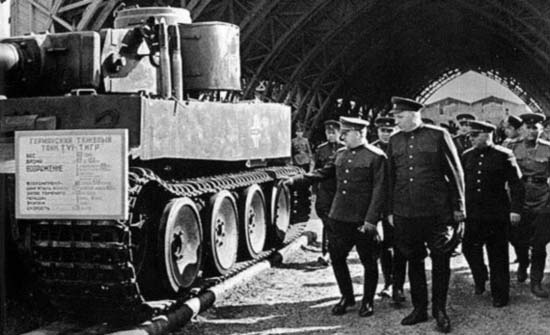
Г. К. Жуков, Н. Н. Воронов и К. Е. Ворошилов осматривают первый захваченный под Ленинградом «Тигр» c бортовым номером «100». Выставка трофейной техники в ЦПКиО им. М.Горького в Москве, июнь 1943 года.

14 января 1943 года в районе Рабочего посёлка № 5 был подбит немецкий танк неизвестного советским солдатам типа, который 17 января был отбуксирован в расположение советских войск. Это оказался новейший немецкий тяжёлый танк Pz. kpfw. VI «Тигр» из состава 502-го тяжёлого танкового батальона. Чуть позже был захвачен ещё один танк «Тигр». Оба танка были отправлены на полигон в Кубинку, где они были всесторонне исследованы. Советские инженеры, определив уязвимые места танка, создали целый ряд инструкций и плакатов о борьбе с этими грозными боевыми машинами, что помогло советским войскам в последующих сражениях.
На правом фланге 67-й армии наступление 45-й гвардейской дивизии в последующие дни снова успеха не имело, даже несмотря на ввод в бой резервов самой 45-й гвардейской дивизии и части сил 13-й стрелковой дивизии. Тяжёлое положение сложилось и на участке наступления 268-й стрелковой дивизий, которая обошла 8-ю ГРЭС с севера и северо-востока. Однако советская артиллерия не сумела уничтожить огневые точки противника в этом опорном пункте, а также в 1-м, 2-м Городках, что сковывало наступление как 268-й стрелковой дивизии, так и 45-й гвардейской дивизии. Кроме того, немецкие войска, получив в подкрепление части 5-й горнострелковой и 96-й пехотной дивизий постоянно предпринимали яростные контратаки, в том числе при поддержке 502-го тяжёлого танкового батальона, с целью выйти во фланг успешно наступавшим в направлении Рабочего посёлка № 5 советским частям. Несколько дней 268-й стрелковой дивизии пришлось вести тяжёлые оборонительные бои и даже оставить ряд завоёванных позиций. Однако противнику так и не удалось выйти к Неве. Отразив немецкие контратаки, советские войска продолжили наступление, но к 20 января 268-й, 123-й стрелковым дивизиям, а также 102-й и 142-й стрелковым бригадам, введённым в бой из резерва на этом участке, удалось только блокировать с востока мощный опорный пункт противника в районе 1-го и 2-го Городков и 8-ю ГРЭС, но не захватить его. Также за неделю ожесточённых боёв не добилась сколько-нибудь значительных результатов и 45-я гвардейская стрелковая дивизия.

Бойцы Волховского фронта в наступлении во время прорыва блокады Ленинграда, январь 1943 г.

В полосе наступления 2-й ударной армии противник, опираясь на опорные пункты в Липке и Рабочих посёлках № 7 и № 8, продолжал яростно сопротивляться. 13 января, несмотря на ввод в бой 18-й стрелковой дивизии, 98-й танковой бригады в направлении Рабочего посёлка № 5 и 71-й стрелковой дивизии южнее рощи «Круглая», соединения 2-й ударной армии не смогли добиться значительного продвижения ни на одном направлении. В последующие дни командование 2-й ударной армии продолжило наращивать ударную группировку главным образом на участке от рощи «Круглая» до Гайтолова, введя в бой 11-ю, 191-ю, 239-ю стрелковые дивизии, 13-ю лыжную и 122-ю танковую бригады. Однако попытки расширить фронт прорыва к югу закончились практически безрезультатно. Единственного успеха на этом направлении добилась 256-я стрелковая дивизия, которая 14 января сумела взять станцию Подгорную, Рабочий посёлок № 7 и выйти на подступы к Синявино.
В район Липки, которую по-прежнему удерживал противник, в поддержку 128-й стрелковой дивизии была направлена 12-я лыжная бригада с задачей обойти Липку по льду Ладожского озера и атаковала противника с тыла.

В центре наступления 2-й ударной армии 15 января 372-я дивизия взяла Рабочие посёлки № 8 и № 4, а 17 января вышла к Рабочему посёлку № 1. К этому моменту 18-я стрелковая дивизия и 98-я танковая бригада уже несколько дней вели ожесточённый бой на подступах к Рабочему посёлку № 5, который с запада также атаковали 136-я дивизия и 61-я танковая бригада 67-й армии.

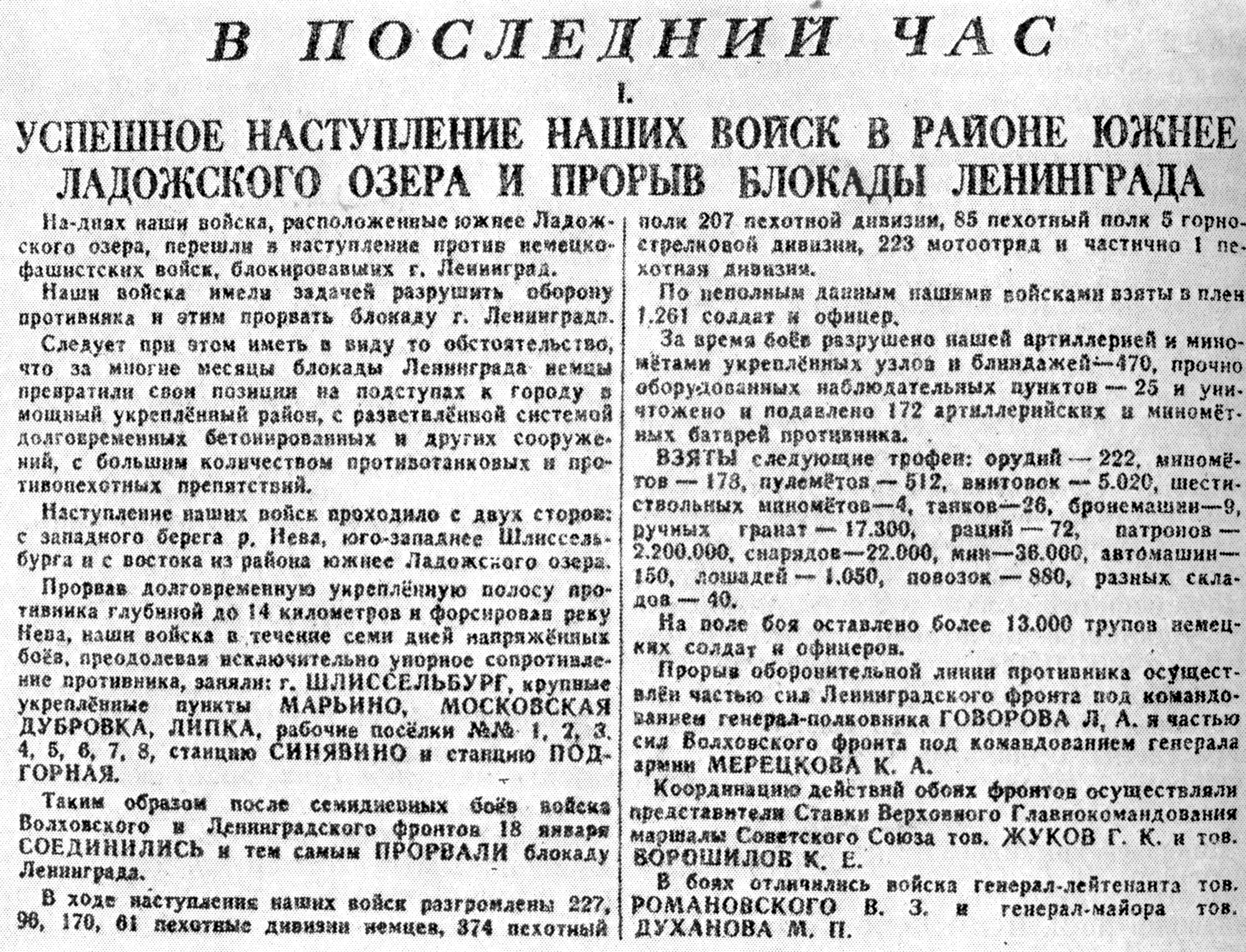
Сообщение совинформбюро о прорыве блокады Ленинграда

### Прорыв блокады Ленинграда. Бои 18—20 января
К 18 января войска Ленинградского и Волховского фронтов разделяли всего несколько километров. Немецкое командование, понимая серьёзность ситуации, разрешило оставшимся в окружении частям в районах Шлиссельбурга и Липки пробиваться на юг к Синявину, для чего «группа Хюнера» должна была удерживать Рабочие посёлки № 1 и № 5 до последней возможности.
18 января 1943, в 9:30 I отдельный стрелковый батальон 123-й отдельной стрелковой бригады 67-й армии Ленинградского фронта во главе с заместителем командира по политической части майором Мелконяном, старшим лейтенантом Калуговым, сержантом Анисимовым встретились с частями 372-й дивизии 2-й ударной армии Волховского фронта во главе с майором Мельниковым и командиром 440 разведроты старшим лейтенантом Ишимовым на восточной окраине Рабочего посёлка № 1. В 10:30 к ним присоединился командир 372-й стрелковой дивизии полковник Радыгин, взявший на себя дальнейшее командование.

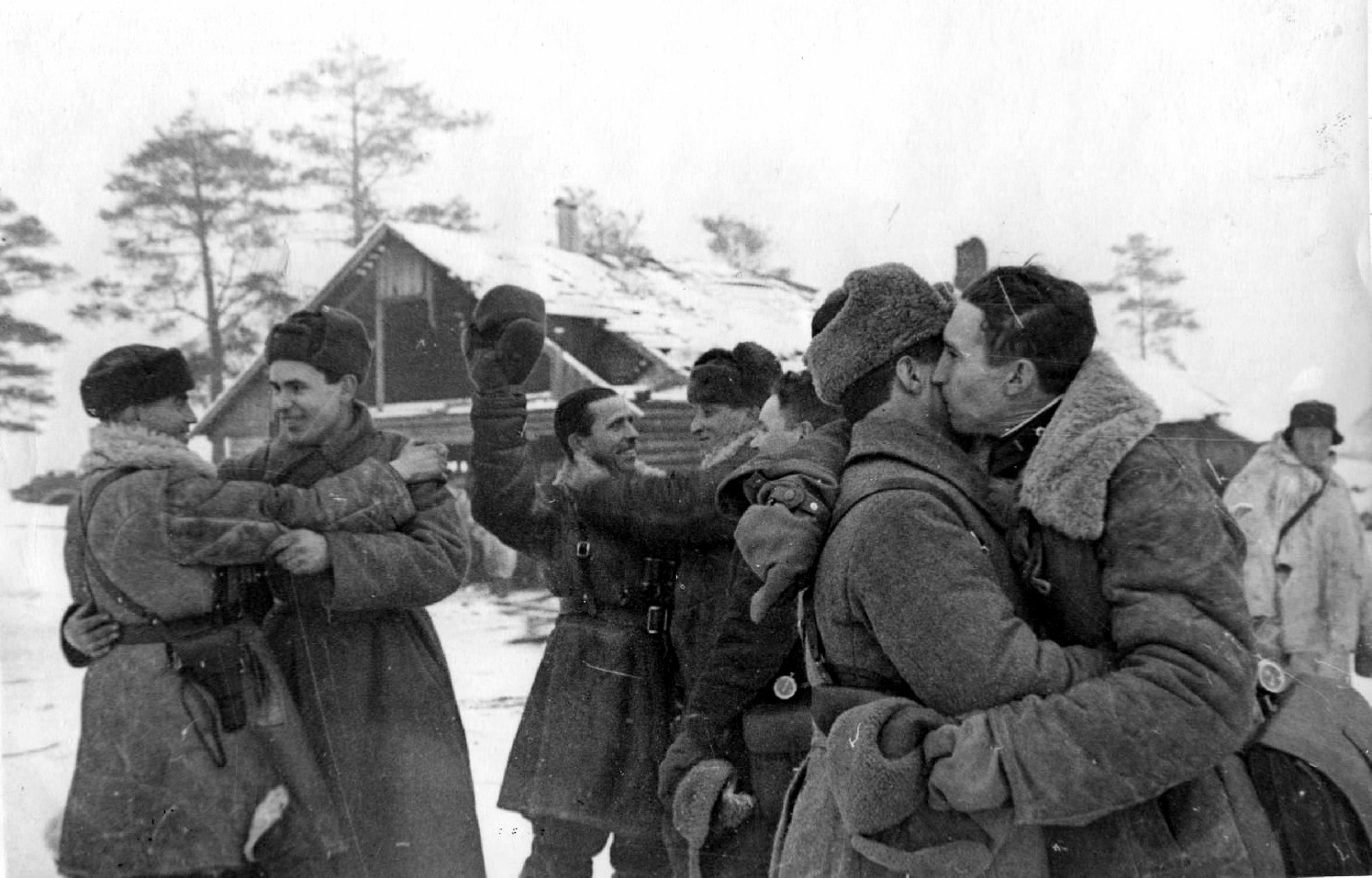
Встреча бойцов 2-й ударной и 67-й армий, в рабочем поселке № 1, 18 января 1943 г., фотография С. Нордштейна.

18 января немецкие войска нанесли контрудар из района Рабочего посёлка № 5 по 136-й стрелковой дивизии для обеспечения прорыва своих окружённых частей. Атака была отбита и 136-я стрелковая дивизия, преследуя противника, ворвалась в Рабочий посёлок № 5, где до 12:00 часов дня группа в составе старшего лейтенанта Брытешко, сержанта Трегуба и красноармейца Трунова встретилась с первым стрелковым батальоном под командованием лейтенанта (впоследствии майора) Носкова А. В. 424-го стрелкового полка 18-й стрелковой дивизии 2-й ударной армии. Чуть позже в этот же день соединения 86-й стрелковой дивизии и батальон бронеавтомобилей 61-й танковой бригады полностью очистили от противника Шлиссельбург, а в конце дня передовые части 34-й лыжной бригады установили связь с 128-й стрелковой дивизией и 12-й лыжной бригадой 2-й ударной армии, которые, наконец, взяли Липки.

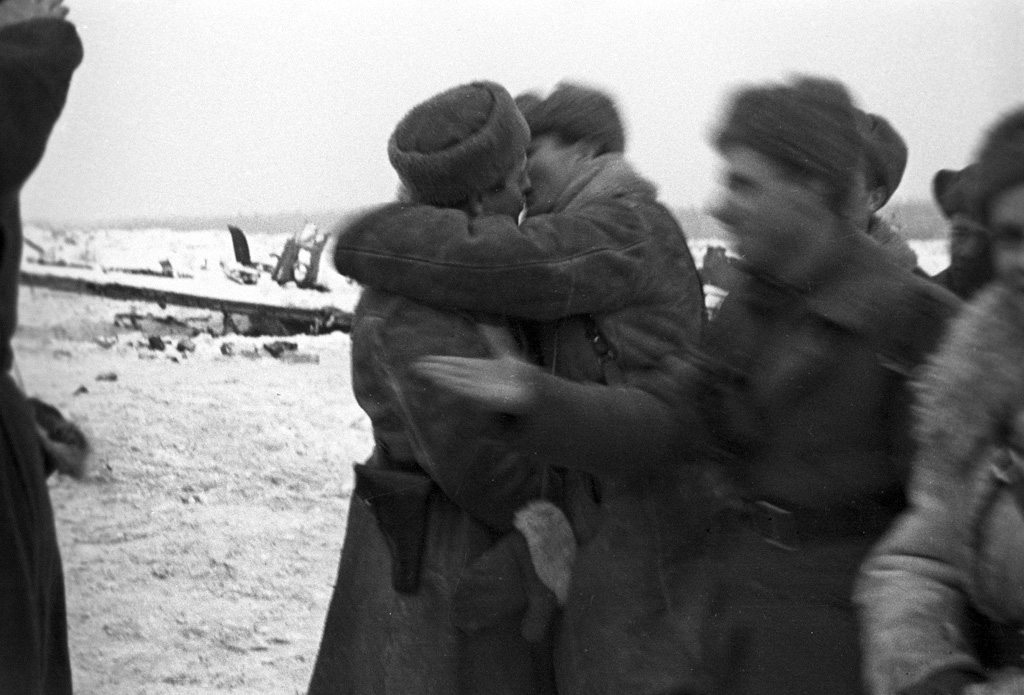
Встреча воинов 2-й ударной и 67-й армий в рабочем поселке № 5, 18 января 1943 г., фотография Д. Козлова

Таким образом, 18 января 1943 года блокада Ленинграда была прорвана.
Однако общий фронт 67-й и 2-й ударной армий ещё не был достаточно плотным и значительная часть окружённой немецкой группировки (около 8000 человек), рассредоточившись и бросив тяжёлое вооружение, прорывалась мимо Рабочего посёлка № 5 на юг и к 20 января вышла из окружения в районе Синявино. Отступая, немецкие войска заняли заранее подготовленную позицию на линии 1-й и 2-й городки — Рабочий посёлок № 6 — Синявино — западная часть рощи «Круглая», где уже закрепились полицейская дивизия СС, 5-я горнострелковая и 1-я пехотная дивизии. Вскоре командование 18-й армии дополнительно перебросило в этот район части 28-й егерской, 11-й, 21-й и 212-й пехотных дивизий.

### Продолжение наступления. 20—30 января
Образовав общий фронт и закрепившись на новых рубежах, войска 67-й и 2-й ударной армий стали готовиться к продолжению наступления на участке фронта от Невы до Гонтовой Липки в направлении Мустолово — Синявино — Михайловский.
20 января Г. К. Жуков доложил И. В. Сталину план операции «по овладению Кировской железной дорогой» («Мгинская операция»), который был подготовлен после совещания с Л. А. Говоровым, К. А. Мерецковым и К. Е. Ворошиловым. Планировалось, что 20 января 67-я и 2-я ударная армии начнут общее наступление на юг и, «закончив с противником в районе Синявино» и выйдя к реке Мга, 26 января приступят ко второму этапу операции.
Однако рассчитывать на успех в создавшейся обстановке было тяжело. Противник прочно занимал новую оборонительную линию силами до 9 дивизий. Кроме того, немецкая группировка была значительно усилена артиллерией и авиацией.
20 января после артподготовки 67-я армия перешла в наступление. 46-я стрелковая дивизия, 138-я стрелковая и 152-я танковая бригады нанесли удар юго-восточнее 1-го и 2-го Городков с задачей захватить Мустолово и обойти Синявино с запада. 142-я бригада морской пехоты, 123-я стрелковая бригада наступали на Синявино, а 220-я танковая, 102-я стрелковая бригады и 123-я стрелковая дивизия наступали с задачей овладеть узлом сопротивления противника в районе 1-го и 2-го Городков и выйти к Арбузово. Практически все атаки закончились безрезультатно — удалось только продвинуться в сторону Синявино на 2 километра и перерезать железную дорогу юго-восточнее 1-го Городка.
Несмотря на неудачу, командующий Ленинградским фронтом принял решение продолжить наступление, для чего 67-й армии были переданы из резерва фронта 4 стрелковые дивизии, 2 стрелковые и 1 танковая бригады.
25 января 11-я и 55-я стрелковые бригады перешли в наступление с целью прорыва обороны противника в районе Рабочего посёлка № 6. Развить успех должна была подвижная группа (220-я танковая и 34-я лыжная бригады), которой предстояло овладеть Мустолово и отрезать пути отхода немецкой группировки в районе 1-го и 2-го Городков. Однако прорвать оборону противника не удалось. Ожесточённые бои продолжались до конца января, но, несмотря на ввод в бой новых частей, 67-й армии развить наступление так и не удалось.
Не сумела выполнить поставленную задачу и 2-я ударная армия. Не имея возможности для манёвра, советские войска наступали по торфяным болотам, без должной поддержки артиллерии и танков. К 25 января совместными усилиями 147-й и 239-й стрелковых дивизий и 16-й танковой бригады удалось взять Рабочий посёлок № 6. До конца января соединения 2-й ударной армии штурмовали Синявинские высоты, часть рощи «Круглой» и рощу «Квадратную» рядом с Рабочим посёлком № 6. Последняя была взята частями 80-й стрелковой дивизии 29 января. Развивая наступление, 31 января дивизия сумела овладеть Синявино, но была выбита оттуда яростной контратакой противника. На остальных направлениях соединения армии продвижения не имели и занимали прежние рубежи. К концу января 1943 года войска 2-й ударной армии вышли на линию: Рабочий посёлок № 6 — Синявино — Мустолово — станция Подгорная и Рабочий посёлок № 7 — Гонтовая Липка.
Представитель Ставки ВГК К. Е. Ворошилов в своём докладе И. В. Сталину от 27 января констатировал: «без захвата синявинских позиций нельзя приступить к осуществлению вашего приказа по освобождению Невы и Кировской железной дороги».
Таким образом, было очевидно, что развить сходу наступление в южном направлении советским войскам не удалось и план дальнейшего наступления нуждался в корректировке.

## Корректировка наступательных планов

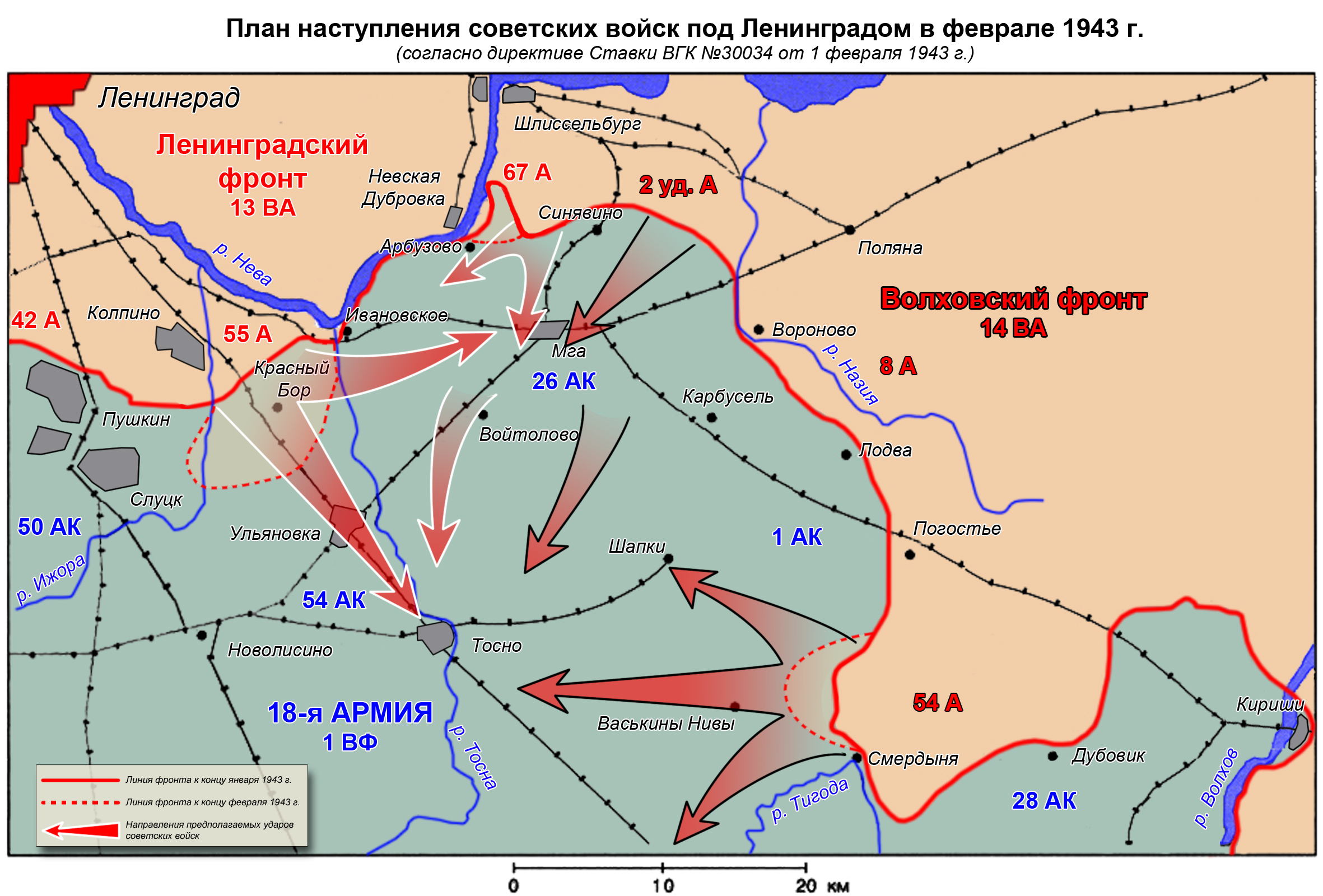
План советского наступления под Ленинградом в феврале 1943 года

Согласно директиве № 170703 Ставки ВГК от 8 декабря 1942 года прорыв блокады был лишь первым этапом наступления. Несмотря на то, что боевые действия 67-й и 2-й ударной армий в конце января успеха не имели, советское командование не собиралось отказываться от первоначального замысла, но было вынуждено скорректировать план следующего этапа операции.
Исходя из того, «что фронтальные удары в районе Синявино не дали до сих пор должных результатов», Ставка ВГК своей директивой № 30034 от 1 февраля предписала войскам Ленинградского и Волховского фронтов нанести «дополнительные удары с флангов» с целью окружения мгинско-синявинской группировки противника. При этом войска 67-й и 2-й ударной армий были должны, «не ожидая этих фланговых ударов, путём охвата Синявинских высот и района Городков 1-й и 2-й продолжать уничтожение противника и захватить район Синявино, Городок 1-й и 2-й».
Согласно окончательному плану наступления, начиная с 8 февраля, «фланговые удары» наносили 54-я армия Волховского фронта из района Смердыни в направлении Васькины Нивы — Шапки и 55-я армия Ленинградского фронта из районов Ивановское и Рождествено в направлениях Мги и Тосно. В конечном итоге советские войска, окружив и уничтожив мгинско-синявинскую группировку противника, должны были выйти на линию Ульяновка — Тосно — Любань.
Наступление с целью разгрома «мгинско-синявино-шапкинской группировки противника» являлось частью общего наступления на Северо-Западном направлении (операция «Полярная Звезда») и должно было способствовать успеху советских войск в Демянской наступательной операции.
Несмотря на масштабность планов, времени на подготовку «фланговых ударов» отводилось крайне мало. Командованию двух фронтов было необходимо в короткие сроки разработать детальный план предстоящего наступления, организовать ударные группировки, провести большие перегруппировки частей между армиями, обеспечить наступающие части боеприпасами, горючим, продовольствием. Серьёзные опасения вызывало и продолжение наступления 67-й и 2-й ударной армий, которые уже понесли большие потери. К началу февраля из-за больших потерь в предыдущих боях и переброски ряда частей на другие участки фронта численность 67-й и 2-й ударной армий сильно сократилась: всего обе армии насчитывали с частями поддержки и обеспечения около 150 000 солдат и офицеров. С другой стороны, советское командование не без основания полагало, что наступление в январе заставило командование немецкой 18-я армии стянуть все резервы в район Мги и ослабить фланги.

## Продолжение операции «Искра», 10—27 февраля 1943 года

### Наступление 55-й армии в районе Красного Бора
10 февраля 1943 года, после двухчасовой артподготовки, в которой участвовало до 1000 орудий и миномётов, ударная группировка 55-й армии начала наступление из района Колпино в двух направлениях — на Ульяновку и Мгу. Остальные силы армии, включая мощную танковую группировку (152 танка, САУ и бронеавтомобиля) должны были развить наступление в случае первоначального успеха.
Части армии за два дня боёв освободили Красный Бор, станцию Поповку, Старую Мызу, Мишкино и сумели продвинуться вперёд до 5 километров. Однако, противостоящие советским войскам на этом участке фронта части 250-й испанской дивизии и полицейской дивизии СС сумели продержаться до подхода подкреплений и наступление 55-й армии было остановлено.
К 27 февраля части армии продвинулись всего на 4—5 километров на участке фронта шириной 14—15 километров и основную задачу не выполнили.

### Наступление 54-й армии в районе Смердыни
10 февраля соединения 54-й армии (10 стрелковых дивизий, 3 стрелковых бригады, 3 танковых полка — более 70 000 человек при 60 танках) после артподготовки перешли в наступление севернее реки Тигода на 9-километровом участке фронта Макарьевская пустынь — Смердыня — Кородыня.
Ударная группировка армии состояла из 4 стрелковых дивизий (116-я, 198-я, 311-я, 378-я), 2 стрелковых бригад (14-я, 140-я), 6-й бригады морской пехоты и 124-й танковой бригады. На данном участке фронта оборону держала 96-я пехотная дивизия при поддержке 69-й и 132-й пехотных дивизий на флангах.
Командование 54-й армии сосредоточило до 80 орудий и миномётов на километр фронта, но этого оказалось недостаточно — только на второй день совместными усилиями сапёров и артиллерии удалось проделать брешь во вражеской полосе обороны. Однако развить успех не удалось. Не изменил ситуацию и ввод в бой 14 февраля подвижной группы (7-я гвардейская танковая и 58-я стрелковая бригады), которая сумела лишь немного потеснить противника. Усилив оборону боевыми группами из состава 61-й, 121-й и 217-й пехотных дивизий, немецкие войска остановили наступление 54-й армии.
Безуспешные попытки продолжить наступление предпринимались частями 54-й армии до 27 февраля. В итоге соединения армии продвинулись на 3—4 км на 5-километровом участке фронта и не выполнили главную задачу, что не помешало К. А. Мерецкову в своих мемуарах положительно оценить результаты наступления:

«54-я армия проводила операцию, направленную на то, чтобы не позволить врагу создать под Мгой сильную группировку с целью ликвидировать только что созданный коридор к югу от Ладоги. Армия нанесла удар в сторону Чудова, сумела отвлечь на себя фашистские войска, предназначенные для прорыва к Шлиссельбургу, и свою задачу выполнила».— К. А. Мерецков. На службе народу.

### Продолжение наступления 67-й и 2-й ударной армий
В ходе продолжения операции «Искра» в феврале 67-я армия и 2-я ударная армии должны были решить несколько задач: взять штурмом немецкий узел обороны в районе 1-го, 2-го Городков и 8-й ГРЭС, захватить Синявинские высоты и во взаимодействии с 55-й и 54-й армиями разгромить мгинско-синявинскую группировку противника.
17 февраля после нескольких дней тяжёлых боёв 102-й, 138-й и 142-й стрелковым бригадам 67-й армии, благодаря эффективной поддержке артиллерии, удалось овладеть 1-м и 2-м Городками и 8-й ГРЭС, а к 20 февраля выйти к северным окраинам посёлка Арбузово. Таким образом, была восстановлена сухопутная связь с Невским «пятачком» и небольшой выступ во фронте в этом районе был срезан. Всего части 67-й армии сумели продвинуться на 5 километров, но из-за значительных потерь дальнейшее наступление были вынуждены прекратить.
В конце января соединения 2-й ударной армии начали наступление с целью захвата Синявинских высот, нанося удар в юго-западном направлении из районов Рабочего посёлка № 7 и Гонтовой Липки. Бои сразу же приняли крайне ожесточённый характер. Так, в течение 10 дней части 2-й ударной армии силами 35 батальонов штурмовали высоту 43.3. Одновременно 73-я морская стрелковая бригада, 80-я и 364-я стрелковые дивизии, а затем и 64-я гвардейская стрелковая дивизия, усиленные значительной артиллерийской группировкой, штурмовали высоту с отметкой 50.1. Высоты несколько раз переходили из рук в руки, но в конечном итоге части 21-й немецкой пехотной дивизии и 540-го штрафного батальона при поддержке нескольких танков «Тигр» сумели удержать их в своих руках. После нескольких дней относительного затишья 12—13 февраля атаки частей 2-й ударной армии на Синявинские высоты возобновились и продолжались до конца февраля, но вновь успеха не достигли. Таким образом, наступление 2-й ударной армии успеха не имело и было прекращено. Более того, 6 марта части немецкой 212-й пехотной дивизии при поддержки 502-го тяжёлого танкового батальона провели локальную наступательную операцию и ликвидировали вклинение в свою оборону между Синявино и Рабочим посёлком № 7. В результате части 128-й, 18-й и 11-й советских стрелковых дивизий попали в окружение и понесли тяжёлые потери, а линия фронта сместилась севернее дороги Синявино — Гонтовая Липка.

## Итоги февральских боёв и новые наступательные планы
В директиве № 30057 от 27 февраля Ставка ВГК констатировала: «проведённые операции Ленинградского и Волховского фронтов не дали ожидаемых результатов», а неумелые действия 67-й армии и 2-й ударной армии привели «к бесцельным большим жертвам в живой силе и технике». Войскам всех четырёх армий (54-й, 55-й, 67-й и 2-й ударной) было предписано временно прекратить наступление и закрепиться на занимаемых рубежах, а командующим фронтов к 3 марта представить соображения по проведению очередной совместной наступательной операции.
Несмотря на то, что наступление Северо-Западного фронта в феврале, так же, как и под Ленинградом, не достигло поставленных целей, советское командование всё-таки рассчитывало осуществить план «Полярная Звезда» в марте, но уже с более скромными целями. Согласно очередному плану Ставки ВГК Северо-Западный фронт переходил в новое наступление 4 марта в направлении Старой Руссы, а 55-я армия Ленинградского фронта и 8-я армия Волховского фронта — 14 марта, получив прежнюю задачу — окружить и уничтожить мгинско-синявинскую группировку противника. Обескровленные 67-я и 2-я ударная армии должны были присоединиться к наступлению только в случае успеха на флангах.
8-я армия должна была прорвать оборону противника на фронте Вороново — Лодва и овладеть районом Сологубовка — Муя, перерезать коммуникации противника и выйти в тыл мгинско-синявинской группировки противника. 55-я армия, наступая из района Красный Бор — Песчанка, должна была развивать наступление в направлении Ульяновки и, овладев Саблино, перерезать железнодорожное и шоссейное сообщение на участке Ульяновка — Мга с последующим развитием удара на Войтолово, где предполагалось соединиться с войсками 8-й армии и замкнуть кольцо окружения.
В начале марта 1943 года из-за резко изменившейся обстановки на южном фасе советско-германского фронта операция «Полярная Звезда» была фактически отменена. Войска Северо-Западного фронта всё-таки начали наступление 5 марта. Войска Ленинградского и Волховского фронтов не сумели подготовиться к наступлению к 14 марта и начало операции было перенесено на 5 дней. К этому моменту войска Северо-Западного фронта, не добившись успеха, уже завершали операцию, которая была окончательно прекращена 17 марта.

## Продолжение наступления, 19 марта — 2 апреля 1943 года
19 марта 55-я армия начала наступление из района Красного Бора в направлении Ульяновки. В начале операции войска армии сумели прорвать фронт на участке в 6,5 километров и продвинуться вперёд до 2,5 километров. В дальнейшем, после ожесточённых боёв, передовые части армии продвинулись на 8—10 километров и достигли северо-западных окраин Саблино и Ульяновки. Соединения 55-й армии до начала апреля неоднократно пытались возобновить наступление, но успеха так и не достигли.
Одновременно с началом наступления 55-й армии 8-я армия начала наступление на Мгу из района южнее Вороново. На участке фронта от Гонтовой Липки до района Погостья советским войскам противостояли части 1-й, 223-й, 69-й пехотных и 285-й охранной дивизий.
После трёх дней боёв первый эшелон 8-й армии (256-я, 265-я, 286-я, 374-я и 378-я стрелковые дивизии при поддержке 35-го, 25-го, 33-го и 50-го танковых полков) прорвал немецкую оборону на участке Вороново — Лодва шириной 8 километров и продвинулся вперёд до 2—5 километров. Подвижной группе в составе полка 64-й гвардейской стрелковой дивизии и танкового батальона 122-й танковой бригады удалось обойти с севера мощный узел обороны Карбусель и перерезать железную дорогу Мга — Кириши восточнее станции Турышкино. Однако командование немецкой 18-й армии сумело перебросить 21-ю, 121-ю пехотные дивизии, 2 полка 11-й пехотной дивизии, которые сумели остановить продвижение 8-й армии. Ввод в бой 1 апреля 14-й стрелковой дивизии и 1-й стрелковой бригады для поддержки успеха 64-й дивизии результата не принёс.
2 апреля Ставка ВГК приказала войскам Ленинградского и Волховского фронтов прекратить наступление и перейти к обороне. Таким образом, и вторая попытка окружения мгинско-синявинской группировки противника закончилась провалом.

## Авиация в операции «Искра»

### Подготовка
К началу операции войска Ленинградского фронта поддерживали 13-я воздушная армия, ВВС Краснознамённого Балтийского фронта, 7-й истребительный корпус ПВО и смешанные авиаполки 42-й, 67-й и 23-й армий. Все эти силы находились в оперативном подчинении командующего 13-й воздушной армией.
К началу операции в 13-й воздушной армии и в 7-м истребительном авиакорпусе насчитывалось 287 самолётов: 26 бомбардировщиков, 40 штурмовиков, 171 истребитель, остальные 50 самолётов — самолёты-разведчики, корректировщики, транспортные, связь. В основном это были новые типы самолётов — бомбардировщики Пе-2, штурмовики Ил-2, истребители Як-7, Ла-5.
В ВВС Балтийского флота было 238 самолётов. Войска Волховского фронта поддерживала 14-я воздушная армия, 2-й истребительный авиакорпус, 232-я штурмовая авиадивизия. Эти силы оперативно подчинялись командующему 14-й воздушной армией. В составе этой группировки насчитывалось 374 исправных самолёта. Таким образом в составе двух фронтов и флота было 899 самолётов.
Со стороны немецко-фашистских войск перед Ленинградским и Волховским фронтами базировалось около 150 самолётов, выделенных из состава 1-го воздушного флота, поддерживающих с воздуха 18-ю немецкую армию. Вражеская авиация вела в основном разведку наших войск, коммуникаций, небольшими группами пыталась бомбить перевалочные базы на Ладожском озере и в ночное время Ленинград и особой активности не проявляла.
В период подготовки к операции лётчики 13-й воздушной армии провели тщательную разведку оборонительных полос врага. Особенно подробно изучался передний край, аэродромы и коммуникации. Разведку и перспективно-панорамное аэрофотографирование обороны противника провели 5-я дальнеразведовательная эскадрилья и специально выделенные экипажи в авиаполках армии. Была сфотографирована площадь в 2015 км². По данным фоторазведки создавались топографические карты с впечатанной обстановкой. Было изготовлено 196 фотопланшетов с дешифрованными целями. Ими обеспечивались сухопутные войска и авиационные части.
Для улучшения взаимодействия авиации Ленинградского, Волховского фронтов, ВВС Балтийском флота с сухопутными войсками развернули вспомогательный пункт управления командующего 13-й воздушной армией с командующим 67-й армией, наносившей главный удар в полосе Ленинградского фронта. В стрелковые дивизии первого эшелона были направлены офицеры-авиаторы со средствами связи, в задачу которых входило принимать от наземного командования заявки на уничтожение войск и объектов противника и передавать их на КП авиационных соединений и частей, а также информировать авиационное командование об изменениях на линии боевого соприкосновения с противником.
Подготовку к проведению операции провела инженерно-авиационная служба. Были полностью укомплектованы личным составом, инструментом и оборудованием полевые авиаремонтные мастерские. Каждая ремонтная база и авиамастерская подготовила бригады специалистов по ремонту самолётов в полевых условиях с необходимыми запасами материалов и запчастей.
Большую работу проделали и специалисты авиационного тыла. К началу операции было построено 375 укрытий для самолётов на аэродромах, отремонтированы подъездные пути и дороги, дооборудованы старые аэродромы и построены новые, отремонтированы взлётно-посадочные полосы и рулёжные дорожки. Создавалась сеть ложных аэродромов, оборудовались узлы связи, строились землянки, мастерские, столовые. До начала операции частями авиационного тыла были завезены боеприпасы, необходимое авиатехническое имущество, горюче-смазочные материалы.

### Наступление
12 января 1943 года войска Ленинградского и Волховского фронтов перешли в наступление. Метеоусловия в это время были очень тяжёлыми для действий авиации. Облачность опустилась ниже 100 м, горизонтальная видимость не превышала 500 м. Сложная погода не позволяла применять авиацию крупными группами. Поддержка наземных частей и подавление миномётно-артиллерийских батарей противника производилась мелкими группами штурмовиков и истребителей. При форсировании Невы наши истребители прикрывали наступающие стрелковые части от ударов немецкой авиации.
За первый день наступления лётчики 13-й воздушной армии произвели 159 самолёто-вылетов. На Волховском фронте до начала артиллерийской подготовки группы бомбардировщиков и штурмовиков 14-й воздушной армии атаковали опорные пункты и огневые позиции артиллерии противника. С началом наступления части 14-й воздушной армии выполняли задачи, аналогичные тем, что решали ВВС Ленинградского фронта.
После улучшения метеоусловий в боевую работу включились лёгкие ночные бомбардировщики По-2. В ночь на 14 января 15 самолётов По-2 произвели 44 боевых вылета (29 на бомбометание и 15 на разведку). Ночные удары по врагу имели важное значение, потому что гитлеровское командование стремилось не допустить соединения Ленинградского и Волховского фронтов и удержать любой ценой шлиссельбургский выступ. 14 и 15 января 13-я воздушная армия, пользуясь благоприятной погодой, произвела 499 самолёто-вылетов.
Активизировала свои действия и немецкая авиация. Из 416 вражеских самолётов, отмеченных в полосе прорыва во второй декаде января, 187 приняли участие в воздушных боях. Особенно тяжело приходилось нашим штурмовикам, которые действовали у самой линии фронта на малых высотах.
После прорыва блокады Ленинграда наши войска должны были закрепиться на освобождённой территории и расширить фронт прорыва. В конце января к боевым действиям на Волховском фронте был привлечён 1-й бомбардировочный авиакорпус.
Немецкое командование срочно доукомплектовало действующие соединения 1-го воздушного флота — под Ленинград были переброшены три группы бомбардировщиков. Численность самолётов на ленинградском направлении была доведена до 250. Активность вражеской авиации значительно возросла. За первую декаду января она совершила 215 самолёто-вылетов, во вторую декаду 311, а в третью 558. Немецкая авиация действовала главным образом по нашим войскам на поле боя и ближнем тылу.
Противодействие нашим военно-воздушным силам усилилось, борьба в воздухе стала более ожесточённой. Бои приняли затяжной характер.
В течение всего января, несмотря на очень сложные метеоусловия, авиационные части и соединения 13-й воздушной армии произвели 2426 самолёто-вылетов, из них 1636 днём и 790 ночью. 702 самолёто-вылета совершили лётчики 7-го истребительного авиакорпуса. До 60 % боевых вылетов 13-й воздушной армии выполнено экипажами для поддержки войск на поле боя. За январь 1943 года наши лётчики сбили в воздушных боях 74 вражеских самолёта, ещё 45 уничтожила наша зенитная артиллерия.
Во время наступательных действий наших войск в феврале экипажи 13-й воздушной армии, содействуя 55-й и 67-й армиям, произвели 2027 самолёто-вылетов, подавили огонь 200 артиллерийских и миномётных батарей, уничтожили много боевой техники и живой силы противника, провели 48 воздушных боёв и сбили 37 вражеских самолётов. На начало наступления в этот период авиация 13-й воздушной армии насчитывала 310 самолётов.
При возобновлении в марте войсками 55-й армии Красноборской операции, основные усилия 13-й воздушной армии были направлены на поддержку сухопутных войск. Из 2988 самолёто-вылетов 2004 произведены на уничтожение живой силы и техники противника на поле боя и в его тылу, 241 на разведку. Упорные воздушные бои продолжались в течение всего месяца.

## Итоги операции

Первый поезд, прибывший в деблокированный Ленинград по дороге Поляны — Шлиссельбург, Финляндский вокзал, 7 февраля 1943 г.

Войска Ленинградского и Волховского фронтов 18 января 1943 года прорвали блокаду Ленинграда. Хотя достигнутый военный успех был достаточно скромен (ширина коридора, связавшего город со страной, была всего 8—11 километров), политическое, материально-экономическое и символическое значение прорыва блокады невозможно переоценить. В кратчайшие сроки были построены железнодорожная линия Поляны — Шлиссельбург, автомобильная магистраль (после войны вошла в состав Мурманского шоссе, современная автотрасса Р21) и несколько мостов через Неву. 7 февраля на Финляндский вокзал прибыл первый поезд с «большой земли». Уже с середины февраля в Ленинграде начали действовать нормы продовольственного снабжения, установленные для других промышленных центров страны. Всё это коренным образом улучшило положение жителей города и войск Ленинградского фронта.
Прорыв блокады стал переломным моментом в битве за Ленинград. Была окончательно снята даже теоретическая возможность штурма Ленинграда немецкими войсками — инициатива на Северо-Западном направлении окончательно перешла к советским войскам. В этой обстановке Ставка ВГК посчитало возможным не только развить достигнутый успех и восстановить контроль над Кировской железной дорогой, но и провести ещё более крупномасштабную операцию — полностью снять блокаду Ленинграда и освободить всю Ленинградскую область. Однако операция «Полярная Звезда» закончилась провалом. Советским войскам под Ленинградом не удалось развить наступление, разгромить немецкую мгинско-синявинскую группировку, обеспечить прочную железнодорожную связь города со страной, а также отбросить противника на расстояние, исключающее артиллерийские обстрелы. Полностью освободить Ленинград от вражеской блокады удалось лишь в январе 1944 года в ходе Ленинградско-Новгородской операции.

## Потери сторон

### СССР
Общие потери советских войск в ходе операции «Искра» (12—30 января) составили 115 082 (33 940 — безвозвратно), при этом Ленинградский фронт потерял 41 264 человека (12 320 — безвозвратно), а Волховский — 73818 человек (21 620 — безвозвратно). Кроме того, советские войска за этот период потеряли 41 танк, 417 орудий и миномётов и 41 самолёт. По другим данным потери в боевой технике были более значительными. Так, по данным историка И. Б. Мощанского только Ленинградский фронт потерял 221 танк, а историк М. Э. Морозов определяет потери советской авиации в 181 самолёт. В немецких исследованиях указываются ещё более значительные цифры (за период 12 января — 4 апреля): 847 танков и 693 самолёта.
Поскольку официальных данных о потерях Ленинградского и Волховского фронтов в операциях февраля — апреля нет, то потери советских войск за этот период можно оценить только приблизительно.
По оценке историка Г. А. Шигина общие потери советских войск в этот период составили более 150 000 человек (потери 67-й и 2-й ударной армий в феврале — 55 000 — 57 000, потери 55-й и 54-й армий в феврале — 38 000 — 40 000, потери 8-й и 55-й армий в марте — начале апреля 57 000 — 58 000). Эти данные согласуются с оценкой потерь приведённой американским историком Д. Гланцем — 150 000 (35 000 — безвозвратно) и расходятся с немецкими оценками, согласно которым потери советских войск в январе — начале апреля составили 270 000 человек.

### Германия
В советских источниках чаще всего указывались следующие цифры немецких потерь за период операции «Искра» 12 — 30 января 1943 года: убитые и раненые — 19 000 человек, пленные — 1275 человек. Противник потерял 272 орудия, 1200 пулемётов, более 300 миномётов. В некоторых источниках повторяются данные близкие к сведениям из сводки совинформбюро от 18 января 1943 года — 13 000 человек только убитыми и 1261 человек пленными, хотя очевидно, что эти данные, даже если их считать объективными, относятся только к начальному периоду операции. Кроме того, утверждается, что потери немецких войск в технике только за первую часть операции «Искра» составили 650 орудий (400 из них были захвачены), 300 миномётов, 500 пулемётов, не менее 100 самолётов.
Согласно немецким данным (сводным отчётам штаба армии о потерях) за январь 1943 года 18-я армия потеряла 22 619 человек. За первую половину месяца общие потери армии (с учётом потерь дивизий, непосредственно в сражении участия не принимавших) составили 6406 человек (из них 1543 убитыми и пропавшими без вести), а в период с 16 по 31 января — 16 213 человек (из них 4569 — безвозвратно). Наибольшие потери понесли 1-я (2342 солдата и офицера убитыми, пропавшими без вести и ранеными), 61-я (2706), 96-я (3202), 170-я (1679), 227-я (2444) пехотные и 28-я егерская (1849) дивизии. Суммарные потери этих 6 дивизий составили более 75 % от общих потерь всей 18-й армии за январь. Существенные потери понёс и 502-й тяжёлый танковый батальон — единственное немецкое танковое подразделение, принимавшее участие в сражении. К концу января в батальоне осталось всего два танка Pz.Kpfw.VI «Тигр» и несколько PzKpfw III, все из которых были повреждены или неисправны. Остальные танки (более 20) были потеряны безвозвратно, в том числе и 6 танков Pz.Kpfw.VI «Тигр».
Подтверждением того факта, что в феврале 1943 года ожесточённые бои под Ленинградом продолжились, служит показатель потерь 18-й армии в этом месяце — 29 448 человек (из них 9632 — безвозвратные потери). Особенно высокие потери понесли 250-я испанская дивизия (общие потери — 2952) и Полицейская дивизия СС (2860), действовавшие против частей 55-й армии. Большие потери понесли и дивизии державшие оборону на Синявинских высотах, в частности, 21-я (2669) и 11-я (1922). В марте потери 18-й армии также были значительными — 21 242 солдата и офицера (из них 3867 — безвозвратные потери).
Таким образом, потери 18-й армии в январе-марте 1943 года составили 73 309 убитыми, ранеными и пропавшими без вести (из них 19611 человек — безвозвратно).

## Операция «Искра» в историографии
Долгое время в официальной российской (а до этого в советской) историографии к операции «Искра» относили только боевые действия 67-й, 2-й ударной и 8-й армий Ленинградского и Волховского фронтов в период с 12 по 30 января 1943 года. При этом наиболее полно описывался только начальный и наиболее успешный период наступления — до момента прорыва блокады. О ходе боевых действий со второй половины января говорилось гораздо меньше, а операции февраля — апреля хотя и не считались частью операции «Искра», но никак не именовались.
По этой причине, в исторической литературе возникли различные трактовки этих событий и различные именования операций под Ленинградом в феврале — апреле: Красноборская (наступление 55-й армии Ленинградского фронта в районе Красного Бора в феврале, а затем в марте — апреле), Смердынская, Карбусельская (наступления Волховского фронта — 54-й армии в феврале и 8-й армий в марте — апреле), Красноборско-Смердынская, Тосненско-Мгинская (совместное наступление двух фронтов 10—27 февраля), Мгинско-Синявинская, Войтолово-Мгинская (совместное наступление двух фронтов 19 марта — 2 апреля) и т. п. Однако, тот факт, что даже по первоначальному плану Ставки ВГК прорыв блокады был лишь первым этапом наступления, давал основания ряду историков считать боевые действия советских войск под Ленинградом в этот период продолжением операции «Искра». При этом, как в ряде изданий советского периода, так и в трудах современных историков совместные операции Ленинградского и Волховского фронтов февраля — апреле описываются как часть общего стратегического наступления советских войск на северо-западном направлении под кодовым наименованием «Полярная звезда».
Как следствие, несколько изменилась трактовка событий и в официальных изданиях Министерства обороны РФ. Так, в третьем томе энциклопедии «Великая Отечественная война 1941—1945 годов» издания 2012 года временные рамки операции «Искра» были расширены. Вся операция условно разделена на три фазы: первая — до 20 января, вторая — до 30 января, третья — до конца февраля. К операции «Искра» также как и раньше относятся только боевые действия 2-й ударной, 8-й и 67-й армий, но теперь и в январе, и в феврале 1943 г. При этом операции по окружению мгинско-синявинской группировки противника в феврале и в марте-апреле считаются отдельными операциями (первая обозначается как «Тосненско-Мгинская», вторая — никак не именуется), которые являлись составной частью стратегического плана «Полярная звезда».
В немецкой исторической литературе боевые действия под Ленинградом в январе-апреле 1943 года, как правило, именуют «Второй битвой у Ладожского озера» (или «Вторым Ладожским сражением»), которая состояла из трёх этапов: главный удар 12 января — 3 февраля, наступление на флангах с целью окружения 10—24 февраля и второе наступление на флангах с целью окружения 19 марта — 4 апреля 1943 года.

## Награды и подвиги участников операции
За мужество и героизм проявленный в январских боях около 19 000 советских воинов наградили орденами и медалями, 9 присвоили звание Героя Советского Союза (по другим данным — 12). Особенно отличившиеся части преобразовали в гвардейские: 136-я (ком. Н. П. Симоняк) и 327-я (ком. Н. А. Поляков) стрелковые дивизии преобразовали в 63-ю и 64-ю гвардейские стрелковые дивизии, а 61-я танковую бригаду (ком. В. В. Хрустицкий) — в 30-ю гвардейскую танковую бригаду.
В январе 2022 года Минобороны опубликовало ряд архивных документов, согласно которым из 19 тысяч награжденных воинов Ленинградского и Волховского фронтов, а также Балтийского флота за героизм, смелость и мужество, проявленных при прорыве блокады, 25 — удостоены звания Героя Советского Союза.
В нескольких документах описан подвиг красноармейца-связиста 270-го стрелкового полка 136-й стрелковой дивизии Молодцова. Израсходовав все гранаты, при подавлении огня немецкого дзота, он решился на крайнюю меру. Молодцов своим телом накрыл амбразуру. Ценой своей жизни красноармеец дал возможность советским подразделениям захватить врасплох 305-миллиметровую немецкую батарею.
В политдонесении Политического управления Ленинградского Фронта о боевых действиях 67 армии за время с 11.01 по 18.01.1943 года отмечен старшина Макаренко. «Раненный, он остался в строю и огнем из пулемета уничтожил более полусотни немцев. Он же в одной из рукопашных схваток захватил в плен 11 немцев» — говорится в документе. Там же описаны действия командира пулемётного расчёта младшего сержанта Дятлова и красноармейца Козюра, которые « подпустив немцев на 50-60 метров, стали хладнокровно в упор расстреливать фашистов. В этой схватке они истребили 117 гитлеровцев», говорится в донесении.

## В культуре и искусстве

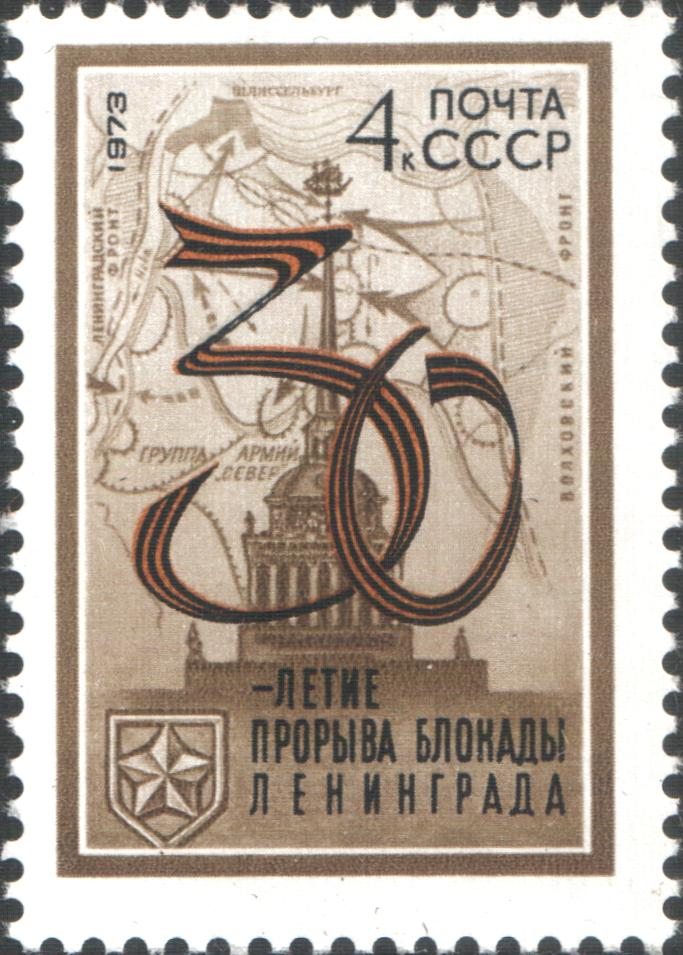
Почтовая марка СССР, 1973 год. 30 лет прорыва блокады

- Почтовая марка СССР, 1973 год. 30 лет прорыва блокадыАлександр Чаковский, Блокада (т. 6, кн. 5). — М.: Художественная литература, 1977. — 766 с.
- Киноэпопея по произведениям Александра Чаковского — «Операция „Искра“ (фильм) Архивная копия от 21 сентября 2016 на Wayback Machine», 1977 г.
- Стихотворение Самуила Маршака «У кольца нет конца»:

Враги кричали: «Нет конца 

У ленинградского кольца!» 

Мечом рассёк его боец — 

И вот кольцу пришёл конец. 

- Фильм «Рубеж», 2018

Музеи
- Музей-диорама «Прорыв блокады Ленинграда»
- Музей-панорама «Прорыв»

## Комментарии
1. ↑  В настоящее время на высоте 43.3 находится мемориал «Синявинские высоты».
2. ↑  На мемориальной плите в музее «Прорыв блокады Ленинграда» в городе Кировск выбиты имена 12 героев Советского Союза: старший лейтенант Г. А. Заика, старшина И. А. Лапшов, старшина И. М. Макаренков, капитан В. А. Мациевич, рядовой Д. С. Молодцов, лейтенант Д. И. Осатюк, капитан П. А. Пилютов, младший сержант Т. Е. Пирогов, майор П. А. Покрышев, майор Н. И. Свитенко, генерал-майор Н. П. Симоняк и старший лейтенант В. Н. Харитонов.

### Документы
- Блокада Ленинграда в документах рассекреченных архивов / Под ред. Н. Л. Волковского.. — СПб.: Полигон, 2005. — 766 с.
- Русский архив: Великая Отечественная. Ставка ВГК. Документы и материалы. 1942 год. — М.: Терра, 1996. — Т. 16 (5—2). — 624 с. — ISBN 5-300-00173-2.
- Русский архив: Великая Отечественная. Ставка ВГК. Документы и материалы. 1943 год. — М.: Терра, 1999. — Т. 16 (5—3). — 360 с. — ISBN 5-300-02007-9.
- Журналы боевых действий частей и соединений Красной армии, ЦА МО РФ.
- Потери группы армий «Север» в 1-м полугодии 1943 г. (Национальный архив США).

#### Директивы Ставки Верховного Главнокомандования
- Директива Ставки ВГК № 170696 от 2.12.1942 г.
- Директива Ставки ВГК № 170703 от 8.12.1942 г.
- Директива Ставки ВГК № 30034 от 01.02.1943 г.
- Директива Ставки ВГК № 30057 от 27.02.1943 г.
- Директива Ставки ВГК № 30066 от 07.03.1943 г.
- Директива Ставки ВГК № 30086 от 2.04.1943 г.
- Директива Ставки ВГК № 30087 от 2.04.1943 г.

### Мемуары
- Борщёв С. Н. От Невы до Эльбы. — Л.: Лениздат, 1973. — 438 с.
- Жуков Г. К. Воспоминания и размышления. В 2 томах. — М.: Олма-Пресс, 2002. — Т. 1. — 415 с. — ISBN 5-224-03196-6.
- Лукницкий П. Н. Ленинград действует… Фронтовой дневник. — М.: Советский писатель, 1971.
- Мерецков К. А. На службе народу. — М.: Политиздат, 1968.
- Федюнинский И. И. Поднятые по тревоге. — М.: Воениздат, 1961.
- Морозов Д. А. О них не упоминалось в сводках. — М.: Воениздат, 1965.
- Польман Х. 900 дней боёв за Ленинград. Воспоминания немецкого полковника / Пер. А. Нечаева. — М.: Центрполиграф, 2005. — 206 с. — ISBN 5-9524-1677-2.
- Стахов Х. Трагедия на Неве. Неизвестные страницы блокады Ленинграда. 1941—1944 / Пер. Ю. М. Лебедева. — М.: Центрполиграф, 2012. — 382 с. — ISBN 978-5-227-03928-6.

### Исторические исследования
- Великая Отечественная война 1941—1945 годов. В 12 томах. Энциклопедия / Председатель редакционной комиссии С.К. Шойгу. — М.: Кучково Поле, 2012. — Т. 3: Битвы и сражения изменившие ход войны. — С. 458—480. — ISBN 978-5-9950-0269-7.
- Великая Отечественная война 1941—1945. Энциклопедия / Гл. ред. М. М. Козлов. Редколлегия: Ю. Я. Барабаш, П. А. Жилин (зам. гл. ред.), В. И. Канатов (отв. секретарь) и др.. — М.: Воениздат, 1985. — С. 586—587.
- Мосунов В.А. Прорыв блокады Ленинграда. Операция "Искра". — М.: Пятый Рим, 2019. — 272 с. — ISBN 978-5-9908267-2-4.
- Воронин А., Мощанский И. Операция «Искра». Прорыв блокады Ленинграда 12—30 января 1943 года // Военная летопись. — 2008. — № 2.
- История второй мировой войны 1939—1945 годов. В 12 томах. — М.: Воениздат, 1976. — Т. 6:  Коренной перелом в войне. — 520 с.
- История ордена Ленина Ленинградского военного округа / под ред. А. И. Грибкова. — М.: Воениздат, 1974.
- Бабин А. И. На Волховском фронте. 1941—1944 годы. — М.: Наука, 1982. — 397 с.
- Гланц Д. Битва за Ленинград. 1941—1945 / Пер. У. Сапциной. — М.: Астрель, 2008. — 640 с. — ISBN 978-5-271-21434-9.
- Гланц Д. Блокада Ленинграда. 1941—1944 / Пер. Е. Ламановой. — М.: Центрполиграф, 2009. — 224 с. — ISBN 978-5-9524-4170-5.
- Исаев А. В. Когда внезапности уже не было. История ВОВ, которую мы не знали. — М.: Эксмо, 2006. — 496 с. — ISBN 5-699-11949-3.
- Кривошеев Г. Ф. Россия и СССР в войнах XX века. Потери вооружённых сил: Статистическое исследование. — М.: Олма-Пресс, 2001. — 320 с. — ISBN 5-17-024092-9.
- Мощанский И. Б. Прорыв блокады Ленинграда. Эпизоды великой осады. 19 августа 1942 — 30 января 1943 года. — М.: Вече, 2010. — 184 с. — ISBN 978-5-9533-5289-5.
- Сяков Ю. А. Неизвестные солдаты. Сражения на внешнем фронте блокады Ленинграда. — СПб.: Знание, ИВЭСЭП, 2004. — 302 с. — ISBN 5-7320-0784-9.
- Сяков Ю. А. Численность и потери германской группы армий «Север» в ходе битвы за Ленинград (1941—1944 гг.) // Вопросы истории. — М., 2008. — № 1. — С. 133—136. — ISSN 0042-8779.
- Тарасов М. Я. Семь январских дней // Военно-исторический журнал — 2003. — № 1. — С. 38—46.
- Шигин Г. А. Битва за Ленинград: крупные операции, «белые пятна», потери / Под ред. Н. Л. Волковского. — СПб.: Полигон, 2004. — 320 с. — ISBN 5-17-024092-9. (недоступная ссылка)
- Прокофьев И. Г. Советская авиация в боях над Красным Бором и Смердыней. Февраль-Март 1943. — СПб., 2008. — 88 с.
- Арутюнян Б. Артиллерия в прорыве блокады Ленинграда. // Морской сборник. — 2006. — № 5. — С.83—85.

## Кинохроника
- Операция "Искра". Союзкиножурнал. Февраль 1943 г.
- Прорыв блокады Ленинграда.